# 혼고촌 (후쿠오카현 미이군)
혼고촌(本郷村)은 일본 후쿠오카현 미이군에 설치되었던 촌이다. 현재의 다치아라이정의 일부에 해당한다.